# Alone (programma televisivo)
Alone (conosciuto anche come Alone - Soli nel nulla) è un reality televisivo statunitense, trasmesso da History a partire dal 2015. La prima, la seconda e la quarta stagione sono state girate sull'isola di Vancouver, in Columbia Britannica, mentre la terza vicino al Parco nazionale Nahuel Huapi in Patagonia. Nelle ultime serie si sono spostati sempre più a Nord fino ad arrivare oltre il circolo polare artico nell’undicesima stagione.
La serie segue le avventure quotidiane di 10 individui (7 a coppia nella quarta stagione) che cercano di sopravvivere in luoghi estremi, dal deserto alla foresta pluviale fino all’Alaska. I partecipanti sono tutti isolati tra di loro e colui che rimane il più a lungo possibile vince un premio di 500.000 dollari. In Italia la serie è stata trasmessa inizialmente da History ogni giovedì dal 25 giugno 2015 alle 21:00.
Recentemente è stata replicata da Blaze, con la prima stagione dal 17 maggio 2017, mentre dal 29 maggio 2017 in anteprima assoluta, con la seconda stagione.

## Episodi

### Stagione 1
| Nº | Titolo                          | Titolo originale   | Prima TV USA   | Prima TV Italia |
| -- | ------------------------------- | ------------------ | -------------- | --------------- |
| 1  | Che l'avventura abbia inizio... | And So It Begins   | 18 giugno 2015 | 25 giugno 2015  |
| 2  | Placare la sete                 | Of Wolf and Man    | 25 giugno 2015 | 2 luglio 2015   |
| 3  | In pericolo di vita             | The Talons of Fear | 2 luglio 2015  | 9 luglio 2015   |
| 4  | In cerca di cibo                | Stalked            | 9 luglio 2015  | 16 luglio 2015  |
| 5  | Una tempesta improvvisa         | Winds of Hell      | 16 luglio 2015 | 23 luglio 2015  |
| 6  | Dopo la pioggia                 | Rain of Terror     | 23 luglio 2015 | 30 luglio 2015  |
| 7  | I morsi della fame              | The Hunger         | 30 luglio 2015 | 6 agosto 2015   |
| 8  | Paralizzati dal freddo          | The Freeze         | 6 agosto 2015  | 13 agosto 2015  |
| 9  | Crisi di nervi                  | Brokedown Palace   | 13 agosto 2015 | 20 agosto 2015  |
| 10 | La finale                       | Triumph            | 20 agosto 2015 | 26 agosto 2015  |
| 11 |                                 | After the Rescue   | 5 agosto 2015  |                 |

### Stagione 2
| Nº | Titolo                            | Titolo originale          | Prima TV USA   | Prima TV Italia  |
| -- | --------------------------------- | ------------------------- | -------------- | ---------------- |
| 1  | Chi vuole provare a sopravvivere? | Alone: Making the Cut     | 14 aprile 2016 | 29 maggio 2017   |
| 2  | Nelle terre selvagge...           | Once More Unto the Breach | 21 aprile 2016 | 5 giugno 2017    |
| 3  | Procurarsi il cibo                | The Knife's Edge          | 28 aprile 2016 | 12 giugno 2017   |
| 4  | In armonia con la natura          | The Beasts of the Night   | 5 maggio 2016  | 19 giugno 2017   |
| 5  | Perdita di lucidità               | Hunger's Grip             | 12 maggio 2016 | 26 giugno 2017   |
| 6  | Piove sul bagnato...              | Storm Rising              | 17 maggio 2016 | 3 luglio 2017    |
| 7  | In cammino senza una meta         | Adrift                    | 26 maggio 2016 | 10 luglio 2017   |
| 8  | Se la mente ti abbandona          | Trial By Fire             | 9 giugno 2016  | 17 luglio 2017   |
| 9  | La risalita dei salmoni           | The Ascent                | 16 giugno 2016 | 24 luglio 2017   |
| 10 | Messi a dura prova                | The Madness               | 23 giugno 2016 | 31 luglio 2017   |
| 11 | Solo quattro sopravvissuti        | The Gamble                | 30 giugno 2016 | 7 agosto 2017    |
| 12 | L'inverno sta arrivando           | Winter's Fury             | 7 luglio 2016  | 14 agosto 2017   |
| 13 | Ultimi giorni quasi fatali        | Into the Abyss            | 14 luglio 2016 | 21 agosto 2017   |
| 14 | Il traguardo è arrivato           | The End Game              | 14 luglio 2016 | 28 agosto 2017   |
| 15 | La reunion                        | The Reunion               | 21 luglio 2016 | 4 settembre 2017 |